# Aerion Corporation
Aerion Corporation fue una compañía estadounidense de ingeniería aeronáutica con sede en Reno (Nevada). Desde su fundación, Aerion ha colaborado con la NASA y otras destacadas organizaciones de investigación aeroespacial para desarrollar aviones supersónicos eficientes. Especializada en aerodinámicos de flujo laminar natural supersónico que reducen la fricción del ala hasta en un 80 por ciento, y la tracción general de la célula hasta en un 20 por ciento, Aerion comercializa su propia tecnología supersónica.
Con soporte en la ingeniería proporcionada por Airbus, Aerion ha culminado en el jet de negocios Mach 1.5 AS2, capaz de cruzar el Atlántico o el Pacífico casi el doble de rápido que los aviones subsónicos estándar. Aerion se ha puesto como objetivo para 2021 conseguir la certificación FAA y dar servicio en 2023.

## Historia
El trabajo y las patentes con la tecnología SNLF comenzó en la década de 1990 y fue liderado por una compañía denominada ASSET (Asequible Supersonic Executive Transport), dirigida por Richard R. Tracy, experto en diseño hipersónico y supersónico. En 1999 y 2000, ASSET realizó vuelos de prueba supersónicos en colaboración con el Centro de Investigación de Vuelos Armstrong de la NASA (antes Centro de Investigación de Vuelo de Dryden de la NASA) sobre el modelo F-15B, confirmando las expectativas sobre el flujo laminar natural supersónico, la tecnología que da sentido a una nueva generación de aviones supersónicos.
Reconociendo el potencial del concepto SNLF, un grupo de inversores dirigido por Robert M. Bass fundó Aerion Corporation en 2002, que pronto integró a ASSET y a su equipo con el objetivo de comercializar la tecnología supersónica de la compañía. El nombre de la sociedad deriva de Arión, un caballo de la mitología grieca.
Desde su creación, la compañía ha acumulado numerosas patentes y la mayor base de conocimiento del mundo en la tecnología de transporte supersónico SNLF. Ha realizado varias pruebas de vuelo con la NASA y ha trabajado con el Laboratorio Aeronáutico de la Universidad de Washington, el Túnel Transónico Europeo y otras organizaciones de investigación internacionales.
Junto a un equipo de aerodinamistas de la Universidad de Stanford, Aerion desarrolló y refinó herramientas de diseño de computadoras para el análisis de flujos de aire transónicos y supersónicos y la optimización aerodinámica de un chorro supersónico. En 2012, adquirió Desktop Aero, con sede en Palo Alto, e integró sus operaciones con la oficina de ingeniería de Reno. Aerion se ha fijado el objetivo de certificar el AS2 en 2021 y ponerlo en servicio en 2023.

## Proyectos
En 2004 tomó cuerpo el primer avión supersónico bimotor para 10 plazas, el Aerion SBJ*, que deriva del nombre Supersonic Business Jet, para el que en 2007 se iniciaron las investigaciones. En 2014 la sociedad anunció un nuevo proyecto, el Aerion AS2, un avión trimotor con una velocidad máxima de 1,6 Mach que debería ver la luz en 5 o 6 años. En el proyecto inicial se incorporaron cambios significativos debido a la demanda de los clientes. Aerion sigue estudiando la financiación del proyecto, a fin de reducir el riesgo para sus socios industriales.
En septiembre de 2014 se anunció un acuerdo de colaboración tecnológica con la compañía Airbus para acelerar el proyecto AS2. Además, Aerion mantiene nuevos proyectos, todavía en estudio.